# Maijankari (ö i Satakunta, Björneborg, lat 61,41, long 21,50)
Maijankari är en ö i Finland. Den ligger i Bottenhavet och i kommunen Euraåminne (tidigare Luvia) i den ekonomiska regionen  Björneborgs ekonomiska region i landskapet Satakunta, i den sydvästra delen av landet. Ön ligger omkring 18 kilometer sydväst om Björneborg och omkring 230 kilometer nordväst om Helsingfors.
Öns area är 3 hektar och dess största längd är 290 meter i sydöst-nordvästlig riktning.